# L'Invasion ou le Fou Yégof
 (juillet 2021).
L’Invasion ou le Fou Yégof est un roman de Erckmann-Chatrian de 1862.

## Genèse du roman
Au départ ce roman devait s'appeler Gaspard Hullin puis le titre choisi devint Le Fou Yegof, histoire de l'invasion qui fut publié à partir du 1er septembre 1861 dans la Revue des deux mondes dirigée par François Buloz. Le succès décida Jules Hetzel de l'éditer en volume à l'occasion des étrennes de 1862. En 1864 le titre devint L'Invasion ou le Fou Yégof pour devenir en 1867 L'Invasion.
Avant d'être édité le manuscrit fut remanié car Buloz ne voulant pas heurter les abonnés à sa revue demanda à Émile Erckmann de faire disparaître de son texte tout ce qui pouvait être imputé au parti anticlérical ce qui fut fait.
Erckmann eut l'idée de ce roman en se rappelant que son père lui avait souvent parlé d'un personnage surnommé « Le Roi de carreau » qui se promenait de village en village avec une couronne en carton sur la tête.

## Résumé
Le roman est une fresque villageoise populiste et partisane. En 1814, les Alliés battent Napoléon et pénètrent en France, notamment en passant le Rhin. La résistance à l'oppresseur s'organise dans les Vosges, où les armées ont plus de mal à passer. Et, de fait, cette résistance obtient quelques succès. Composés de villageois farouches, de brigands et de braconniers, assez organisés et patriotiques pour pouvoir mener des actions (peu coûteuses en hommes), ces groupes armés posent quelques problèmes aux envahisseurs. Mais la trahison du Fou Yégof mènera la résistance à sa perte.

## Analyse
Erckmann et Chatrian ont écrit ce roman plus de cinquante ans après la défaite de Napoléon, et ont fait de cette résistance vosgienne une étape de l'épopée napoléonienne. Le patriotisme fanatique de ces villageois Alsaciens (s'opposant aux Cosaques, aux Prussiens, présentés comme des monstres) est sans doute exagéré par rapport à la réalité de 1814. Ce roman répond en fait à une demande du public de 1862, et constitue un exemple de la « littérature napoléonienne » (de même que l'œuvre de Victor Hugo) qui a permis aux lecteurs français de se sentir les héritiers d'une épopée, au même titre que Rome ou la Grèce antique par exemple. En cela, ce roman est un roman historique très partisan.

## Source
Georges Benoît-Guyot, Contes et romans nationaux et populaires, t. XIV, La Vie et l'Œuvre d'Erckmann-Chatrian, Jean-Jacques Pauvert, 1963, p. 103-104 [lire en ligne].